# Deuxième concile d'Éphèse
Pour les articles homonymes, voir Concile d'Éphèse (homonymie).
Le deuxième concile d’Éphèse (449), appelé par ses détracteurs sous le nom de brigandage d'Éphèse, eut lieu en 449, entre deux conciles : le concile d’Éphèse, en 431, et le concile de Chalcédoine en 451. Ce concile (non reconnu par les catholiques et les orthodoxes) fut l'une des causes qui précipita la convocation du concile de Chalcédoine. Le qualificatif de « deuxième » est donc propre à ceux qui  reconnaissent la légitimité de ce concile, les Églises dites des trois conciles. Dans la liste des conciles chez ceux qui refusent ce concile, seul le concile d’Éphèse (431) porte ce nom.
L'assemblée de 449 eut pour principal promoteur Dioscore Ier, patriarche d'Alexandrie, qui voulut y favoriser les doctrines du moine grec Eutychès. C'est là un des épisodes des grandes controverses christologiques qui agitèrent le monde chrétien, notamment au sein de l’Église Orientale du Ve siècle. En effet, après la formulation du dogme trinitaire du concile de Nicée (325) au concile de Constantinople en 381, le débat au sein de l’Église du Ve siècle allait se centrer sur la personne du Christ, Dieu et homme.
En plus de montrer le foisonnement des débats religieux, la réunion d'assemblées successives, canoniques ou non reconnues comme telles, est un précieux témoignage des relations complexes qui s’établirent entre les différentes autorités, non seulement ecclésiastiques mais encore entre celles-ci et les autorités temporelles (notamment l’empereur) parallèlement à l’expansion de l’Église et à l’affirmation d’une orthodoxie de doctrine de plus en plus précisément définie. L’Empire byzantin, notamment en Orient, était devenu d'une certaine manière un « État-Église », au point de former, sous le règne de Théodose II (408-450), une structure dans laquelle le séculaire et le religieux étaient un tout.

## Les controverses christologiques consécutives à la controverse trinitaire

Le « bouclier » ou l'« écusson » de la Trinité, un symbole traditionnel dans le christianisme occidental.

Après l'orageux débat suscité par un prêtre d'Alexandrie, Arius, tout au long du IVe siècle, c'est la nature divine du Fils, Jésus-Christ, dans ses interactions avec sa nature humaine, qui était au centre de toutes les controverses du Ve siècle. Il s'agissait de définir si le Fils était consubstantiel au Père (c'est-à-dire « de même substance »), s’il était ou non subordonné au Père, voire sa « créature ». La doctrine qui prévalut, à Nicée (325), à Serdica (~343) et à Constantinople (381) est celle de la consubstantialité ou homoousia, c'est-à-dire que la nature divine du Fils est la même que celle du Père (hypostases distinctes, mais une seule et même substance.
Les controverses christologiques débattues dans les conciles d’Éphèse et de Chalcédoine s’attelèrent à résoudre la question suivante, suscitée à partir de 429 par Nestorius : après l'incarnation du Verbe, « qui a pris chair de la Vierge Marie » (symbole de Nicée, la personne de Jésus-Christ était-elle unique, en deux natures (divine et humaine), ou bien y avait-il en lui deux « personnes » distinctes (thèses de Nestorius condamnées au concile d'Éphèse), l'homme Jésus, d'une part, le Verbe divin d'autre part, le second « assumant » le premier non pas dès sa conception dans le sein de la Vierge, mais ultérieurement, une fois adulte, notamment au moment de son baptême par Jean le Baptiste ? Cette question avait une conséquence essentielle, car elle implique de déterminer si la Vierge Marie est seulement la mère de l’homme Jésus (Anthropotokos), la Mère du Christ (Christotokos) ou bien également la Mère de Dieu (Theotokos) ?

## Mise en contexte historique

### Les origines du débat
Bien que les débats religieux se retrouvent dans toutes les sphères de la société chrétienne, du simple croyant aux évêques de villes plus ou moins importantes, les grands courants d’interprétation de la foi chrétienne sont associés aux noms des éminences qui les ont défendus. Dans le cas du commencement de cette controverse christologique, Nestorius et Cyrille d'Alexandrie sont les figures principales.

#### Nestorius
En 428, Nestorius, originaire d’Antioche, fut choisi par Théodose II pour être patriarche de Constantinople, capitale de la partie orientale de l'Empire romain, la Nouvelle Rome. Une fois cette position acquise, son interprétation christologique devint plus visible. Il défendait l’idée de la distinction de deux natures dans le Christ après l’incarnation, divine (le Fils qui partage l’essence du Père) et humaine (celui dont l’histoire est narrée dans les Évangiles et qui subit la crucifixion). Conséquemment il proposait pour Marie la dénomination « Mère de Christ », qui permettait de faire de Marie la mère de l’entité composite qu’était Jésus-Christ.

#### Cyrille d’Alexandrie

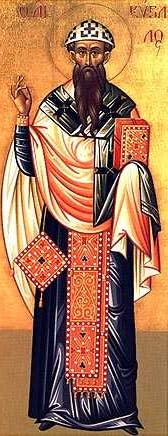
S. Cyrille d'Alexandrie, Père et docteur de l'Église chez les Catholiques, Père de l'Église pour les Orthodoxes.

Parallèlement, Cyrille, le patriarche d’Alexandrie (412-444) et maître-théologien, dénonça cette position et Nestorius comme hérétiques (deuxième lettre de Cyrille à Nestorius). Animé par une croyance sincère en sa position doctrinaire mais aussi ne résistant pas a l’idée d’asséner un coup fatal à l’autorité et au prestige de Constantinople, il se fit investir par l'évêque de Rome Célestin des pleins pouvoirs pour juger Nestorius qui fut condamné par un synode tenu à Alexandrie en 430. Le fondement christologique de la critique de Cyrille d'Alexandrie se retrouve dans sa troisième lettre à Nestorius se concluant sur « Douze Anathématismes », que Nestorius est sommé de souscrire pour prouver sa foi catholique. Par la suite, après la mort de Cyrille en 444, le moine Eutychès, fera une interprétation abusive des Douze Anathématismes pour justifier sa doctrine monophysite (ou encore miaphysite), voulant mettre son hétérodoxie sous le prestigieux patronage posthume de Cyrille.
La doctrine monophysite, promue au cours du « brigandage d'Éphèse », consiste en l’affirmation d’une nature entièrement divine de Jésus après l’incarnation, au détriment de sa nature humaine assumée et devenue une simple apparence visuelle (alors que Cyrille, au contraire, proclamait, en se basant sur les saintes écritures, « le Verbe issu de Dieu Père, hypostatiquement uni à la chair, un seul et même Christ avec sa propre chair », cela d’une manière ineffable et indicible pour l'esprit humain, car le Verbe, étant Dieu, « le Christ est véritablement Dieu par nature, comme Fils unique du Père », les deux natures, divine et humaine, étant unies sans confusion ni séparation dans le Seigneur Jésus-Christ. C'est d'ailleurs de cette doctrine que découle le bien-fondé du titre de « Mère de Dieu » (« théotokos ») donné à la Vierge Marie, que Cyrille avait fait proclamer par le concile d’Éphèse. Cyrille donc avait bien enseigné, de manière catholique, la chair véritable du Christ, alors que la doctrine monophysite d'Eutychès en affirmait l'apparence et non la réalité.
D'ailleurs Cyrille bénéficiait de l’appui inconditionnel de l'évêque de Rome, le pape Célestin Ier et, au premier concile d’Éphèse, de l'appui total des légats pontificaux envoyés de Rome. De plus, traditionnellement, les patriarches d’Alexandrie, capitale du diocèse d’Égypte, sont considérés comme ayant un statut égal à ceux d'Antioche, Jérusalem et Constantinople. De là découle sans doute la certitude de Cyrille d’être habilité à sermonner d’autres patriarches, à unilatéralement convoquer des synodes, à faire condamner des membres de l’Église, et surtout à se considérer comme le « miroir d'Orient » de la puissance de Rome. Cette attitude persista et se retrouva chez les patriarches suivants, notamment Dioscore (444-451), qui reprit le flambeau d’Alexandrie, mais en se faisant, cette fois, non pas le champion de la catholicité comme son prédécesseur Cyrille (proclamé Docteur de l'Église par le pape Léon XIII), mais le défenseur acharné du monophysisme, opposé à la christologie romaine, c'est-à-dire à celle du concile de Chalcédoine qui allait, deux ans plus tard, en 451, condamner le monophysisme d'Eutychès, ainsi que le « brigandage d'Éphèse » et son principal promoteur, Dioscore.

### Le premier concile d’Éphèse
C’est à la demande de Nestorius que fut convoqué le premier concile d’Éphèse ; cependant, au sein de l’Église grecque, l’interprétation de Cyrille était plus populaire. L’empereur compta finalement parmi les rangs des partisans d’Alexandrie, sous la pression populaire et grâce au soudoiement de la cour de Constantinople par Cyrille. Le rôle de Théodose peut être souligné, puisque tout au long du concile il fut constamment informé des plaintes, accusations et tentatives de justifications des différents partis du concile auxquelles il répondit diligemment. Il confirma la déposition du clan de Nestorius (qu’il fit renvoyer dans son monastère en Syrie), puis il dissolut le concile.
Théodose II, en raison de son implication dans le concile d’Éphèse et de ses convictions religieuses, soutint pendant la période inter-concilaire l’interprétation monophysite, tout en cherchant à établir un terrain d’entente entre les camps antiochien et alexandrin ; la « formule de réunion » (avril 433) en est le symbole. Cependant, en 435, il interdit aux partisans de Nestorius de se qualifier de chrétiens et étendit la sphère de domination du patriarche de Constantinople.

### La version d’Eutychès
Le monophysisme n’est pas une doctrine homogène. Bien au contraire, il existe toute une déclinaison d’interprétations. La version d’Eutychès est une interprétation a maxima du monophysisme, c'est-à-dire qu’il proclamait non seulement « une nature dans le Verbe incarné », mais il attribuait au Verbe lui-même (c'est-à-dire à l’essence divine) la souffrance de la Passion puisque le Verbe incarné l’avait été dans une chair divine et non humaine (l’humanité du Christ n’est pas l’humanité humaine). Bien qu’elle soit extrême, la version d’Eutychès est dans la veine d’Alexandrie ce qui est, pour le peuple comme pour l’empereur, une raison suffisante de le soutenir. L’influence d’Eutychès puise également sa source dans les influences de cour. Il est réputé pour avoir obtenu le soutien de Pulchérie, sœur de Théodose II, au service de Cyrille en 431. Au début de la décennie 440, Eutychès maintint son influence sur la cour, non plus par l’intermédiaire de Pulchérie mais par celui de l’eunuque Chrysaphe (dont il était le parrain), le grand chamberlain de Théodose II, sur lequel son influence était immense.

### Le retour de la controverse
En 448, un synode permanent se réunit à Constantinople pour examiner l’accusation, portée à l’encontre d’Eutychès, d’une interprétation extrême affirmant une nature divine unique dans le Christ. Le synode le condamna et l’excommunia. Eutychès fit appel à l’empereur qui, mal informé, entouré de conseillers favorable au monophysisme, soutint son interprétation et se déclara hostile à l’évêque Flavien de Constantinople (446-449) qui avait présidé le synode.
Au même moment, l’évêque d’Antioche, Domnus II (441-449), Irénée de Tyr (un influent ami de Nestorius) et certains évêques d’Orient, notamment Théodoret de Cyr et Ibas d'Édesse étaient accusés de défendre la version antiochienne des deux Natures malgré la décision du premier concile d’Éphèse. En effet, Théodoret était un partisan de Nestorius et il s’employa à dénoncer la doctrine de Cyrille formulée dans les Douze Anathématismes, concluant la 3e lettre du Docteur alexandrin à Nestorius, et de manière encore plus radicale celle d’Eutychès, qu'il associait à tort à Cyrille (faute qui vaudra à Théodoret sa condamnation posthume par le deuxième Concile œcuménique de Constantinople en 553) ; Théodoret, en effet, avait osé écrire, dans son parti pris nestorien (qu'il allait solennellement abjurer en 451 devant le concile de Chalcédoine) : « Où sont ceux qui disent que Jésus a été crucifié ? Dieu ne saurait être crucifié, c’est l’homme Jésus Christ qui a été crucifié […]. Silence à ceux qui font souffrir la divinité ! »
Eutychès, en réaction, écrit une lettre au nouvel évêque de Rome, le pape Léon Ier (440-461), pour l’avertir du « retour du nestorianisme » ; mais le pape ne pouvait d'aucune manière soutenir son point de vue christologique, et, tout en défendant la doctrine apostolique, veillait à consolider la juridiction papale sur l'ensemble de l'Église, y compris dans sa partie orientale.
À Alexandrie, le successeur de Cyrille, Dioscore, s’agitait. Il voulait d’une part la destruction complète des vestiges d’une christologie des deux natures et l’acception des Douze Anathématismes de Cyrille ; en témoigne sa correspondance avec Domnus d’Antioche qui s’appuie largement sur les écrits de Cyrille. D’autre part il cherchait l’affirmation de la préséance de l’évêché d’Alexandrie sur Antioche et Constantinople.
Témoin et conscient de cette dangereuse agitation, Théodose II appela le 30 mars le deuxième concile d’Éphèse à se tenir le premier août 449.

## Le deuxième concile d’Éphèse

### Les circonstances et organisation
Dioscore, l’héritier de Cyrille à Alexandrie depuis 444, eut pour rôle de présider le concile. Sa quête de domination n’était un secret pour aucun des présents. Ainsi il rejetait ouvertement l’un des décrets de Constantinople (381) affirmant que les évêques ne pouvaient intervenir dans les affaires d’évêchés autres que le leur et se faisait appeler patriarche œcuménique par ses partisans, comme s’il représentait l’universalité de la doctrine chrétienne. Sa tâche était de réhabiliter Eutychès et d’obtenir la déposition de Flavien.
Ce dernier avait travaillé dur auprès de l'évêque de Rome Léon Ier pour faire annuler le concile, rétablir Eutychès et tenter de convaincre Théodose. La réponse de Léon dans son Tome à Flavien arriva cependant trop tard et était teintée du ressentiment de Léon d’avoir été informé trop tard des conclusions du synode permanent de 448. Léon écrivit également à Théodose pour l’avertir qu’il ne pensait pas un concile nécessaire. Lui-même ne s’y rendrait pas mais enverrait des représentants.
Théodoret, pour sa part, ne fut pas invité au concile alors qu’il avait précédemment été déposé de son évêché par l’empereur (448). En effet, Théodose, dans sa lettre à Dioscore pour l’organisation du concile, avait spécifié : « Nous décrétons que Théodoret l’évêque de la ville de Cyr auquel nous avons ordonné déjà de se consacrer à sa seule Église, ne vienne pas à ce concile avant que tout le saint concile une fois réuni ne décide qu’il y assiste. »
En ce qui concerne le choix des évêques devant siéger au concile, un exemple simple permet d’illustrer la partialité des choix de Théodose II et de Dioscore. En effet, dans une lettre adressée à Dioscore, l’empereur lui explique : « beaucoup des très révérends archimandrites orientaux en même temps que les laïcs orthodoxes se fatiguent et luttent pour la foi orthodoxe dans plusieurs villes d’Orient contre certains évêques qui passent pour être atteints de l’impiété de Nestorius. Pour cette raison il a plu à Notre Divinité que le très pieux prêtre et archimandrite Barsoumas qui est de bon renom pour la pureté de sa vie et sa foi orthodoxe se rende à la ville d’Éphèse et y tenant la place de tous les très pieux archimandrites de l’Orient. »
Ainsi sont choisis des représentants déjà tout acquis à la cause de Dioscore et d’Eutychès. D’autre part, un certain nombre de manipulations et de manœuvres furent mises en place tout au long du concile.

### Le déroulement et le contenu du concile
Les actes du concile d’Éphèse sont contenus dans ceux du concile suivant. Lors de la première session, le concile de Chalcédoine revient sur les actes d’Éphèse pour les annuler.
En guise d’introduction à l’atmosphère du concile, il est judicieux de citer une autre lettre de Théodose II à Dioscore : « nous procurons à Ta piété autorité et présidence […] nous ne souffrons pas que ceux qui sous quelque rapport que ce soit ont tenté d’ajouter ou de soustraire quoi que ce soit à l’exposé de foi défini par les saints Pères de Nicée et après cela à Éphèse aient aucune liberté de parole au saint concile, mais nous voulons qu’ils soient sous la coupe de votre jugement, puisque c’est pour cela que nous avons décidé que le saint concile soit actuellement réuni. »

#### Première session: 8 août
Environ 135 évêques se rencontrèrent à l’église Theotokos d’Éphèse le 8 août. Les légats de l'évêque de Rome, Domnus et Flavien, étaient présents. Flavien s’était vu rétrogradé au cinquième rang de préséance derrière Dioscore d’Alexandrie, les représentants de l'évêque de Rome, Juvénal de Jérusalem et Domnus d’Antioche. Or le statut de Jérusalem était très clairement inférieur à celui de Constantinople dans la tradition de l’époque, ce qui suffisait à le discréditer.
Puis une lettre fortement critique des deux natures écrite par la main de l’empereur fut lue alors que le Tome à Flavien de l'évêque de Rome fut passé sous silence ; ainsi, au concile de Chalcédoine, certains évêques s’écrièrent : « La lettre du très saint archevêque Léon n’a été ni reçue ni lue. » Dioscore avait tous les outils en main pour affirmer l’hégémonie de l’évêché d’Alexandrie sur le reste du monde chrétien méditerranéen.
Durant cette session, les passions se déchaînèrent en soutien à Dioscore et Eutychès qui fut déclaré orthodoxe et réhabilité avec une majorité de 114 votes. Le moment de la réhabilitation d’Eutychès :

« Dioscore : Ce discours est-il à nos yeux supportable, de dire deux natures après l’incarnation ?

Le saint concile : Anathème à qui le dit.

Dioscore : Nous approuvons cette déclaration.

Le saint concile : C’est la foi des pères.

Dioscore : Votre piété dit c’est la foi des pères, mais de quelle foi s’agit-il ? Qui l’a exposée ?

Le saint concile : Eutychès. »

La dernière manœuvre de Dioscore consista à utiliser un extrait du précédent concile d’Éphèse pour affirmer que tout enseignement d’un credo autre que celui de Nicée était interdit : « Voulez-vous remettre sur le chantier la foi dans saints Pères ? », ce à quoi le concile répondit « Si quelqu’un remet sur le chantier, qu’il soit anathème. Si quelqu’un pousse l’élaboration, qu’il soit anathème ». Ainsi la formule de Flavien concernant la double nature du Christ était en infraction. Malgré la protestation des évêques qui furent réduits au silence par les gens d’armes de Dioscore, Flavien fut arrêté, violenté et déclaré déchu. Il mourut peu après de ses blessures.

#### Deuxième session: 22 août
Cette session se déroula en l’absence des légats de l'évêque de Rome et de Domnus, certainement peu enclin à tomber entre les mains des forces armées de Dioscore. Théodoret, Irénée de Tyr et Domnus furent déposés. Le synode se termina par l’acceptation paradoxales des Douze Anathèmes de Cyrille (car implicitement interprétés d'un point de vue monophysite. Voir plus haut : « Cyrille d'Alexandrie »), Anathématismes dont se réclamera bientôt, en 451, le concile de Chalcédoine, lequel condamnera pourtant le « brigandage d'Éphèse » et Dioscore.
À l’issue de ce « concile », Dioscore était considéré, par le parti monophysite, comme un champion de l’« orthodoxie » après la condamnation des figures de proue de l’école antiochienne, tout comme Alexandrie, jusqu’à la fin du règne de Théodose II, ce qui correspondait aussi aux attentes d’une majorité de la population d'Égypte, de plus en plus acquise, sous Dioscore, aux idées d'Eutychès.

## Les suites du concile
Les réactions d’indignation ne tardèrent pas à s’exprimer, comme dans la lettre de Théodoret de Cyr à Léon Ier.

### La réaction de l'évêque de Rome LéonIerle Grand

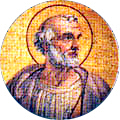
Léon Ier.

Avant même le concile, l’évêque de Rome Léon avait clairement exposé son point de vue dans son Tome à Flavien. Quand en plus, intrigues de cours, luttes de pouvoir et rivalités entre patriarches et évêques et violences contre les membres de l’Église entachent la valeur du concile, Léon ne se prive pas de qualifier ce concile de « brigandage » (latrocinium). En conséquence, l’évêque de Rome ne reconnut pas le concile et en excommunia les participants. Il n’eut de cesse d’essayer de convoquer un nouveau concile et faire pression sur l’empereur, mais Théodose demeura inflexible.

### Au sein de l’Église
Alors que le monophysisme était reconnu pour la première fois, il fut condamné dans ses propres rangs. Au concile de Chalcédoine, alors que certains évêques demandaient une lecture des Actes conciliaires pour pouvoir juger en toute équité, beaucoup s’opposèrent à la lecture « des actes d’un synode où on avait discuté des accusations aussi infâmes et demandèrent à l’empereur Marcien une loi qu’on ne fît plus même mention du célèbre conciliabule ».

### Le concile de Chalcédoine
En 451 la politique a changé. Théodose II est mort d’une chute de cheval en 450 et sa sœur Pulchérie, qui avait été la seule à se prononcer en faveur de l’évêque de Rome Léon, s’était mariée au sénateur Marcien, lui-même favorable à l’interprétation romaine de la double nature du Christ.
Un nouveau concile fut donc convoqué pour abroger les décisions du concile de 449, désormais connu sous le nom de « brigandage d’Éphèse » du côté romain. Le concile s’ouvrit à Chalcédoine le 8 octobre 451. La première session se consacra au procès d’Eutychès et la deuxième au procès de Dioscore.
La définition de la personne du Christ votée à Chalcédoine est celle qui est encore aujourd’hui considérée comme orthodoxe par l’Église catholique. Cette définition de Chalcédoine peut se résumer en quelques expressions techniques : le Christ est une personne, mais il possède deux natures unies entre elles « sans confusion ni changement, sans division ni séparation » ; les propriétés de chacune de ces natures restent sauves, mais appartiennent à une seule personne ou hypostase.
Cependant, mettre des mots précis sur une doctrine et la faire entériner par une assemblée d’évêques ne suffit pas à calmer les esprits. Ainsi Marcien, de par l’intransigeance de son attitude au concile de Chalcédoine, entérina de multiples divisions dans l’Église, entre l’Est et l’Ouest et à l’intérieur même de l’Église d’Orient.